# Geotrupes kuluensis
Geotrupes kuluensis es una especie de coleóptero de la familia Geotrupidae.

## Distribución geográfica
Habita en Cachemira y Sikkim.